# Léconi
Léconi – miasto we wschodnim Gabonie, położone na wschód od Bongoville w prowincji Ogowe Górne nad rzeką Léconi.